# Přírodní park Berounka
Přírodní park Berounka se nachází podél horního toku Berounky. Předmětem ochrany je krajinný ráz území s významnými soustředěnými estetickými a přírodními hodnotami. Území zahrnuje i zrušené přírodní parky Horní Berounka a Hřešihlavská.